# Haja Zsolt
Haja Zsolt (Debrecen, 1983. július 25. –) operaénekes (bariton), Rácz Rita opera-énekesnő férje.

## Életpályája
Tizennyolc éves korától tanult énekelni. 2002-ben elvégezte a debreceni Kodály Zoltán Zeneművészeti Szakközépiskola szolfézs-zeneelmélet és egyházzene szakát, ahol Mohos Nagy Éva növendéke volt. Ezt követően a Debreceni Egyetem konzervatóriumának hallgatója volt. 2005-ben lépett fel először a debreceni Csokonai Nemzeti Színházban, ahol Verdi A végzet hatalma című művében Meliton szerepét énekelte. A következő évadban Puccini Manon Lescaut című darabjában Lescaut hadnagyként, illetve a Lammermoori Luciában mint Enrico lépett színpadra. Számos énekversenyen ért el kimagasló eredményt. A Magyar Állami Operaházban a Pomádé király új ruhája című darabban Garda Robertóként mutatkozott be először, s 2009-től az intézmény magánénekese.

## Szerepei
- Thomas Adès: A vihar – Sebastian [magyarországi bemutató]
- Georges Bizet: Carmen – Escamillo; Morales
- Pjotr Iljics Csajkovszkij: A pikk dáma – Jeleckij herceg
- Gaetano Donizetti: Lammermoori Lucia – Lord Henry Ashton
- Eötvös Péter: A szerelemről és más démonokról – Cayetano Delaura atya
- Erkel Ferenc: Bánk bán – Petúr bán; Biberach
- Christoph Willibald Gluck: Iphigénia Auliszban – Agamennon
- Charles Gounod: Faust – Valentin
- Joseph Haydn: A filozófus lelke – Kreon
- Engelbert Humperdinck – Jancsi és Juliska – Péter
- Kodály Zoltán: Háry János – címszerep
- Kodály Zoltán: Székely fonó – Kérő
- Ruggero Leoncavallo: Bajazzók – Silvio
- Pietro Mascagni: Parasztbecsület – Alfio
- Jules Massenet: Werther – Albert
- André Messager: Fortunio – Clavaroche
- Giacomo Meyerbeer: A hugenották – Nevers grófja
- Wolfgang Amadeus Mozart: Così fan tutte – Guglielmo
- Wolfgang Amadeus Mozart: Figaro lakodalma – Almaviva gróf
- Mozart: A varázsfuvola – Papageno
- Mozart: A sevillai borbély – Figaro[forrás?]
- Jacques Offenbach: A rajnai sellők – Conrad von Wenckheim
- Offenbach: Fantasio – Spark
- Giacomo Puccini: Bohémélet – Marcello; Schaunard
- Puccini: Edgar – Frank
- Puccini: Manon Lescaut – Lescaut hadnagy
- Gioachino Rossini: A sevillai borbély – Figaro
- Selmeczi György: Vanda – Sándor[3]
- Johann Strauss jun.: A cigánybáró – Homonnay Péter lovag
- Johann Strauss jun.: A denevér – Dr. Falke
- Richard Strauss: Salome – Öreg szolga
- Richard Strauss: Az árnyék nélküli asszony – A szellemek hírnöke; A város őreinek hangja
- Mozart: Don Juan – címszerep
- Wagner: A Rajna kincse – Donner
- Wagner: Trisztán és Izolda – Kormányos
- Carl Maria von Weber: A bűvös vadász – Ottokar
- Hugo Wolf: A kormányzó – Tio Lukas
- Kálmán Imre: Csárdáskirálynő - Edwin

## Díjai, elismerései
- Nemzetközi Simándy József Énekverseny győztese (2006)
- Ferruccio Tagliavini Nemzetközi Énekverseny győztese (2007)
- Hans Gabor Belvedere Nemzetközi Énekverseny különdíjasa (2008)
- Armel Operaverseny második helyezettje (2010)
- Magyar Ezüst Érdemkereszt, polgári tagozat (2020)